# Псковский областной комитет КПСС
Псковская область была образована 23 августа 1944 года из 17 районов Ленинградской области. Центр — г. Псков.
В 1945 году из состава Эстонии (ЭССР) и Латвии (ЛССР) в состав Псковской области были возвращены Печоры и Пыталово (Абрене). 2 октября 1957 года в состав области была включена западная часть упразднённой Великолукской области. Современные границы области окончательно оформились 29 июля 1958 года, когда из состава Псковской области в состав Калининской области был передан Плоскошский район, в состав Новгородской области — Холмский район. Партийная история Псковской области ( обкома, Псковского и Великолукского горкомов, их руководителей) плохо освещена в Википедии и нуждается в дополнениях.

## Первые секретари обкома
- 08.1944-20.10.1949 — Антюфеев, Леонтий Макарьевич;
- 20.10.1949-14.07.1951 — Шубин, Геннадий Николаевич;
- 14.07.1951-04.1961 — Канунников, Михаил Яковлевич;
- 04.1961-16.11.1971 — Густов, Иван Степанович;
- 16.11.1971-24.06.1987 — Рыбаков, Алексей Миронович;
- 24.06.1987-12.1988 — Погорелов, Юрий Николаевич;
- 12.1988-18.09.1990 — Ильин, Алексей Николаевич;
- 09-10.1990 — Воробьёв, Николай Николаевич;
- 27.10.1990-23.08.1991 — Никитин, Владимир Степанович.